# Narrenprozession
Narrenprozession ist ein nie in den offiziellen Handel gelangtes Musikalbum von Emi/Electrola (Unterlabel „Songbird“) aus dem Jahr 1978, auf dem von Hans Posegga vertonte Texte Michael Endes zu hören sind. Interpret der teils exklusiv für die Langspielplatte entstandenen lyrischen Arbeiten Endes war Klaus Löwitsch.

## Entstehung
1976 nimmt Michael Ende Kontakt zu dem Komponisten Hans Posegga auf, dem er anbietet, seine Texte, die er zum Teil bereits selbst mit Gitarre begleitet im Freundeskreis dargeboten hatte, zu vertonen. Vorbild sollten seiner Vorstellung nach die Lieder Jacques Préverts, Jacques Brels, Angelo Branduardis und Fabrizio de Andrés sein. Der Komponist nahm dieses Angebot an. Posegga hat sich zunächst den Autor selbst als Interpreten seiner Vertonungen vorgestellt. Nachdem dieser ablehnte, für die Schallplattenproduktion zu singen, fiel die Wahl auf den Schauspieler Klaus Löwitsch. Die Veröffentlichung des mit großem Orchester in den Münchener Bavaria-Studios fertig produzierten und bereits angepressten Albums wurde dann aber letztendlich auf Endes Wunsch hin unterbunden. Auf der offiziellen Internetpräsenz des Autors heißt es dazu: 
doch ist Michael Ende von dem Ergebnis wohl eher erschrocken. Er beschließt mit seinem Verleger (Thienemann), die Produktion nicht auf den Markt zu bringen. Einige der Melodien von Hans Posegga werden Michael Ende weiter begleiten. Gern trägt er sie einem engen Freundeskreis vor, meistens zu später Stunde, wobei er sich selbst auf der Gitarre begleitet.
Nach dem Niedergang der Schallplatte Ende der 1990er Jahre gelangte die LP auf nicht mehr nachvollziehbaren Wegen auf den Second-Hand-Markt.

## Inhalt
Das Album enthielt folgende von Löwitsch gesungene Texte Endes:
1. Die goldene Wolke
2. Süße Person
3. Der Traum vom Fliegen
4. Was immer Du tust
5. Papiertragödie
6. Die Narrenprozession
7. Sag mir was sollen wir tun
8. Das häßliche Mädchen
9. Das Lied von nächtlichen Regen
10. Der verwunschene Garten
11. Trödelmarkt der Träume

## Weitere Informationen zum Artikelgegenstand
- Roman Hocke und Thomas Kraft: Michael Ende und seine phantastische Welt: die Suche nach dem Zauberwort, 1997